# Euchorthippus sardous
Euchorthippus sardous är en insektsart som beskrevs av Nadig 1934. Euchorthippus sardous ingår i släktet Euchorthippus och familjen gräshoppor. Inga underarter finns listade i Catalogue of Life.